# Вербник (Хотынецкий район)
Вербник — село в Хотынецком районе Орловской области России. Входит в состав Богородицкого сельского поселения.

## История
Село вероятно возникло на месте погоста. Первый собор на берегу ручья Вербный колодезь был построен в 1734 году из дерева, ещё до первого упоминания села, которое произошло только в 1745 году. Село также имело название "Успенское" по собору, так оно отмечается на картах 1745 и 1801 годов. На карте 1867 года и далее, село именуется Вербником, по ручью.
В 1855 году место обветшавшего деревянного собора была построена новый кирпичный собор. Обветшавший деревянный храм разобрали и продали в 1859 году в село Семеновку, а там он использовался в качестве кладбищенской церкви. 
В 1898 году прихожанами была построена земская школа. После Октябрьской революции школа была закрыта.

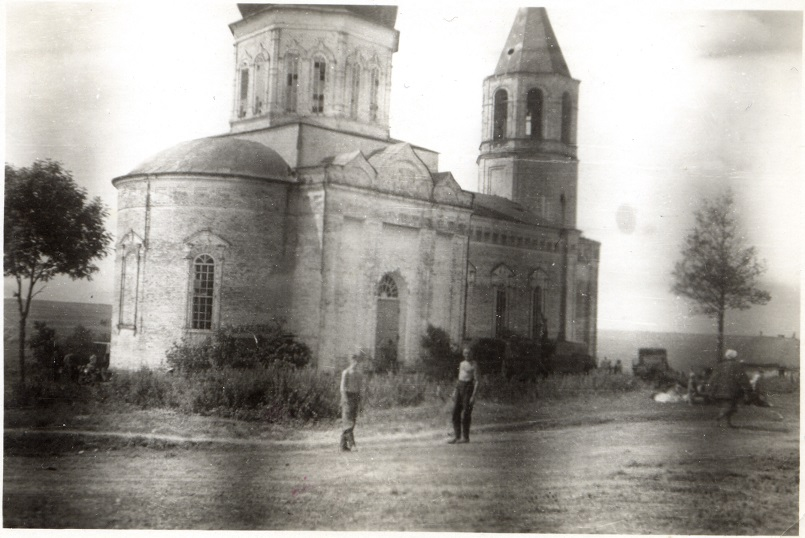
Успенский собор в 1941 году во время оккупации

Успенский храм был закрыт в 1930-е годы. Во время оккупации Орловской области Третьим Рейхом в 1941 году храм открыт вновь. Под натиском советских властей снова закрыт в 1963 году. Здание церкви использовалось под зернохранилище. С 2000-х годов храм работает вновь.

## География
Село находится в северо-западной части Орловской области, в лесостепной зоне, в пределах центральной части Среднерусской возвышенности, на левом берегу ручья Вербный Колодезь, на расстоянии примерно 12 километров (по прямой) к юго-западу от посёлка городского типа Хотынец, административного центра района. Абсолютная высота — 210 метров над уровнем моря.

### Климат
Климат умеренно континентальный, умеренно влажный, с холодной продолжительной зимой и тёплым летом. Среднегодовая температура воздуха — 4,6 °C. Средняя многолетняя температура самого холодного месяца (января) составляет −9,2 °С (абсолютный минимум — −44 °C), средняя температура самого тёплого (июля) — 18,8 °С (абсолютный максимум — 39 °С). Безморозный период длится около 145—150 дней. Длительность периода активной вегетации варьируется в пределах от 137 до 150 дней. Среднегодовое количество атмосферных осадков составляет 526 мм, из которых большая часть выпадает в тёплый период. Снежный покров держится в течение 126 дней.

### Часовой пояс
Село Вербник, как и вся Орловская область, находится в часовой зоне МСК (московское время). Смещение применяемого времени относительно UTC составляет +3:00.

## Население
| 2010 |
| ---- |
| 13   |

### Половой состав
По данным Всероссийской переписи населения 2010 года в гендерной структуре населения мужчины составляли 46,2 %, женщины — соответственно 53,8 %.

### Национальный состав
Согласно результатам переписи 2002 года, в национальной структуре населения русские составляли 100 % из 18 чел.